# Pindoszi Fejedelemség és Macedón Vajdaság
A Pindoszi Fejedelemség, (aromán nyelven Printsipat di la Pind) egy olasz protektorátus alatt álló autonóm aromán-macedón államalakulat volt a mai Görögország északi és Macedónia déli részén, Görögország olasz megszállását követően. Nevét a területen húzódó Píndosz hegységről kapta.
Az első uralkodó I. Alkibiádész néven egy Alkiviadisz Diamandi nevű aromán politikus, a Római Légió parancsnoka volt. I. Alkibiádész görögellenes politikát folytatott. A belpolitikai visszásságok ellenére az 1942. március 1-jén kibocsátott aromán nemzeti kiáltványt (Manifesto) az aromán értelmiség java aláírta, és kiállt a pindoszi függetlenség mellett. 
A kibontakozó görög partizánmozgalom és az olasz hatóságok nyomására I. Alkibiádész 1942-ben lemondott a trónról, és Romániába távozott. Utóda rövid időre korábbi jobbkeze, Nikólaosz Matúszisz lett.

## Államfők
- 1941–1942: Alcibiadi Diamandi
- 1942–: Nikólaosz Matúszisz
- 1943–: gróf Cseszneky Gyula